# Paul Dukas
Paul Abraham Dukas (født 1. oktober 1865 i Paris, død 17. maj 1935 smst) var en fransk komponist og musikkritiker. Hans produktion er lille, og han er mest kendt for et symfonisk digt, L'apprenti sorcier (Troldmandens lærling). Han var en yderst selvkritisk komponist, der kasserede alle sine kompositioner på nær tolv.
I 1897 skrev han sit symfoniske digt "Troldmandens lærling" der er baseret på Goethes ballade af samme navn (Troldmandens lærling) om den unge troldmand, der afprøver sin læremesters trylleformler og derved får kostene til at fylde spandene med vand med katastrofale følger, da han ikke kan stoppe de kræfter han har sat i gang. Værket har været opført som ballet med koreografi af Harald Lander (Det kgl. Teater, 1940). Walt Disney har benyttet den i Fantasia, hvor Mickey Mouse kæmper med kostene.
Blandt Dukas' øvrige værker kan nævnes en ikke særlig kendt Symfoni i C-dur (1896) og en stort anlagt Klaversonate (1901), desuden operaen Ariane et Barbe-Bleue (1907), med libretto af Maurice Maeterlinck, og musik til balletten La Péri (1912).

## Udvalgte værker
- Symfoni i C (1896) - for orkester
- "Trolmandens lærling" (1897) - for orkester